# Hemibarbus lehoai
Hemibarbus lehoai är en fiskart som beskrevs av Nguyen 2001. Hemibarbus lehoai ingår i släktet Hemibarbus och familjen karpfiskar. Inga underarter finns listade i Catalogue of Life.